# فهرست صندلی‌ها
در زیر برخی از فهرست صندلی‌ها با توضیحات، و ارجاعات داخلی یا خارجی در مورد اکثر صندلی‌ها آمده‌ است. توجه نمایید که حروف الفباء بر مبنای اسامی انگلیسی فهرست گردیده است. برای سایر انواع صندلی مانند (مانند نیمکت، چهارپایه)، نشیمن‌ها را ببینید.
- ۹–۰
- ا
- ب
- پ
- ت
- ث
- ج
- د
- ر
- ز
- س
- ف
- ک
- گ
- ل
- م
- ن
- و
- ه
- ی

## ۹–۰
- صندلی‌های گارد شمارهٔ ۱۰ خیابان داونینگ، دو صندلی عتیقهٔ مورد استفاده نگهبانان در اوایل قرن ۱۹ میلادی.
- صندلی انباشتۀ ۴۰/۴ (چهل در چهار) طراحی شده توسط: دیوید رولند، ۱۹۶۴ میلادی.

## ا
- صندلی راحتی آلتو ۴۰۶، طراحی شده توسط: آلوار آلتو در سال ۱۹۳۸ میلادی؛ ایکه‌آ طرحی مشابه به عنوان صندلی راحتی پواِنگ (نقطه) به فروش می‌رساند.
- صندلی راحتی ایمز، مبلمان ساخته شده از تخته چندلا و چرم است که توسط چارلز و ری ایمز برای شرکت مبلمان هرمان‌میلر طراحی شده‌ است.

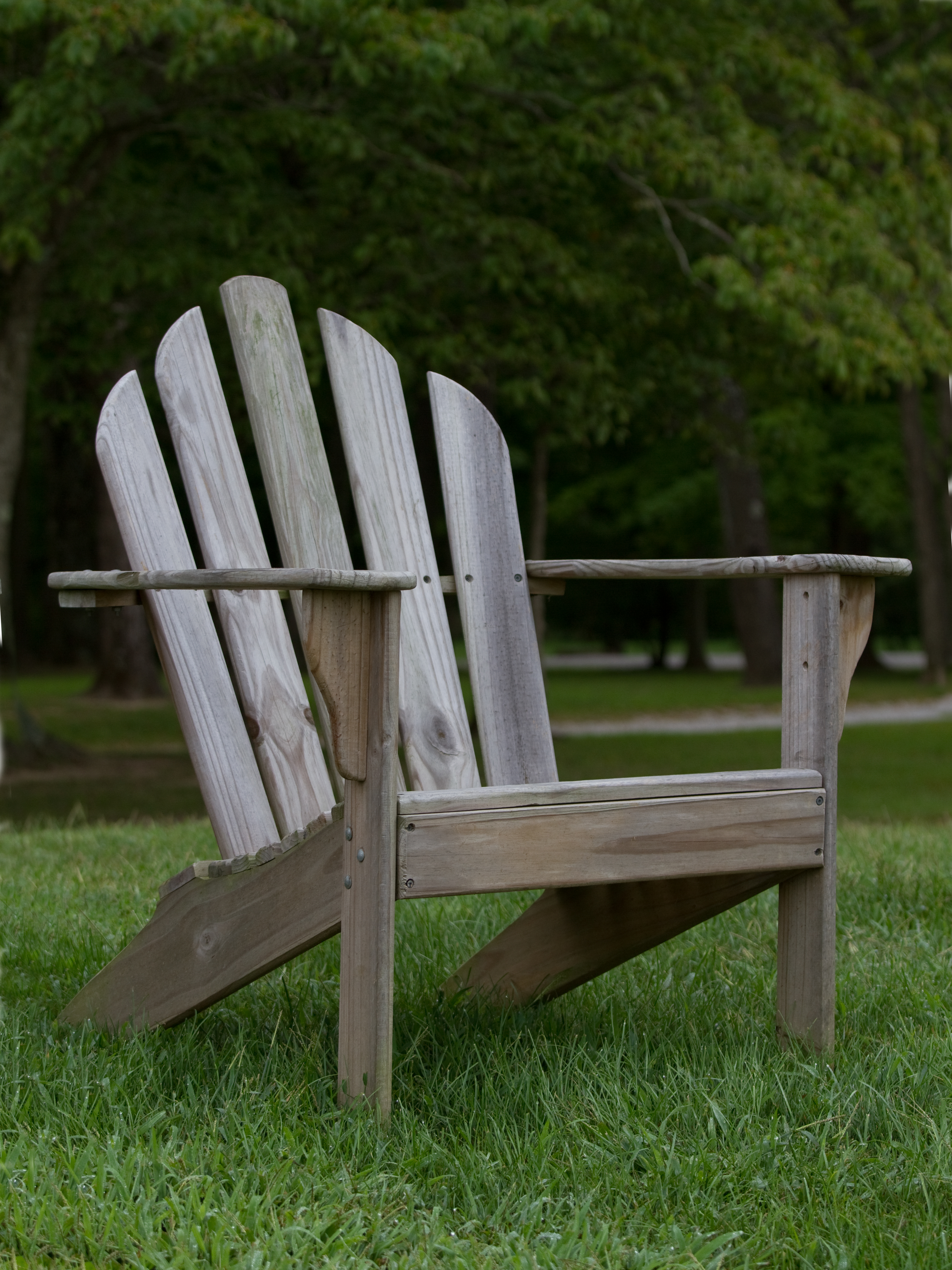
صندلی آدیرونداک

- صندلی آدیرونداک، یک صندلی راحتی چوبی غیرقابل تنظیم در فضای باز.
- صندلی آرایشگاه، نوعی صندلی برای استفاده مشتریان آرایشگاه یا پیرایشگاه.
- صندلی آئرون، یک صندلی ارگونومیک با مارک تجاری.
- صندلی بادی،[۱] طراحی صندلی قالب‌گیری شده سبک‌وزن توسط: جاسپر موریسون.
- صندلی دسته‌دار، دارای تکیه‌گاه برای راحتی؛ کاناپه، مبل و غیره.

- صندلی راحتی،[۲] نوعی صندلی بزرگ، نرم و بسیار راحت؛ معمولاً روکش شده‌ است.
- صندلی راحتی ایمز، یک علامت تجاری برای صندلی‌های تخته چندلایی قالبی، فرم گرفته به شکل بدن فرد.
- صندلی تخم‌مرغ، طراحی شده توسط آرنه یاکوبسن و شبیه یک تخم‌مرغ یا زهدان است.
- صندلی الکتریکی، وسیله‌ای برای مجازات اعدام با برق گرفتگی؛ یک صندلی پشت بلند با بازوها و مهارها که معمولاً از بلوط ساخته شده‌ است.

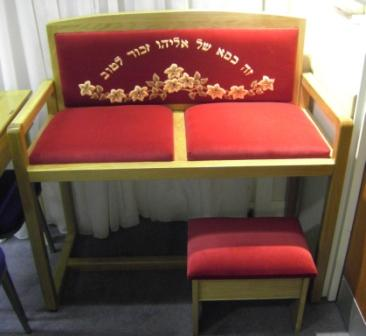
نمونه‌ای از صندلی الیاس که در مراسم ختنه یهودیان استفاده می‌شود

- صندلی الیاس، صندلی‌ای که برای الیاس نبی در مراسم ختنه یهودیان در نظر گرفته شده‌ است.
- امکو ۱۰۰۶، یک صندلی آلومینیومی بادوام که در اصل برای نیروی دریایی ایالات متحدۀ آمریکا ساخته شده‌ است.
- صندلی ایکس، صندلی با بدنۀ X-شکل.

## ب
- صندلی لیسانس، متعلق به قرن هجدهم میلادی است و به چهارپایهٔ پلکانی، نردبان یا میز اتو تبدیل می‌شود.[۳]
- صندلی کوله‌پشتی، ترکیبی از یک کوله‌پشتی و یک صندلی، که گاهی اوقات برای کمپینگ، پیاده‌روی یا سفرهای کوتاه شکار استفاده می‌شود.

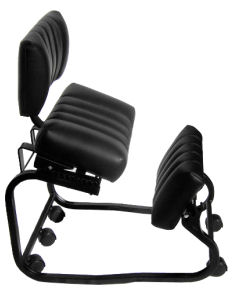
صندلی بالانس

- صندلی بالانس که توسط طراح مبلمان نروژی پیتر اوپسویک در سال ۱۹۷۹ میلادی طراحی شد، طرح اصلی صندلی زانویی است.

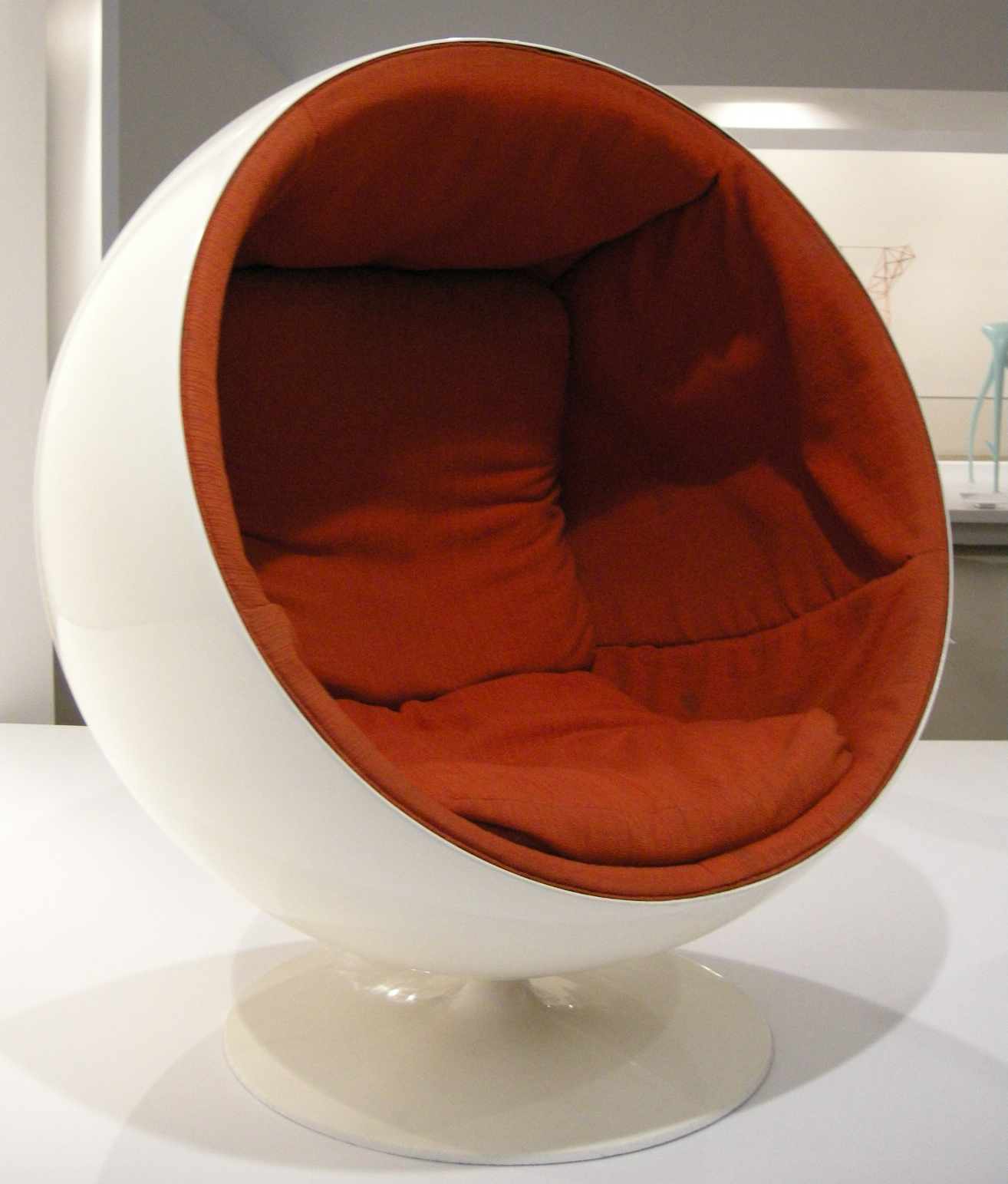
صندلی توپ

- صندلی توپ، طراحی شده توسط طراح مبلمان فنلاندی، ارو آرنیو در سال ۱۹۶۳ میلادی.

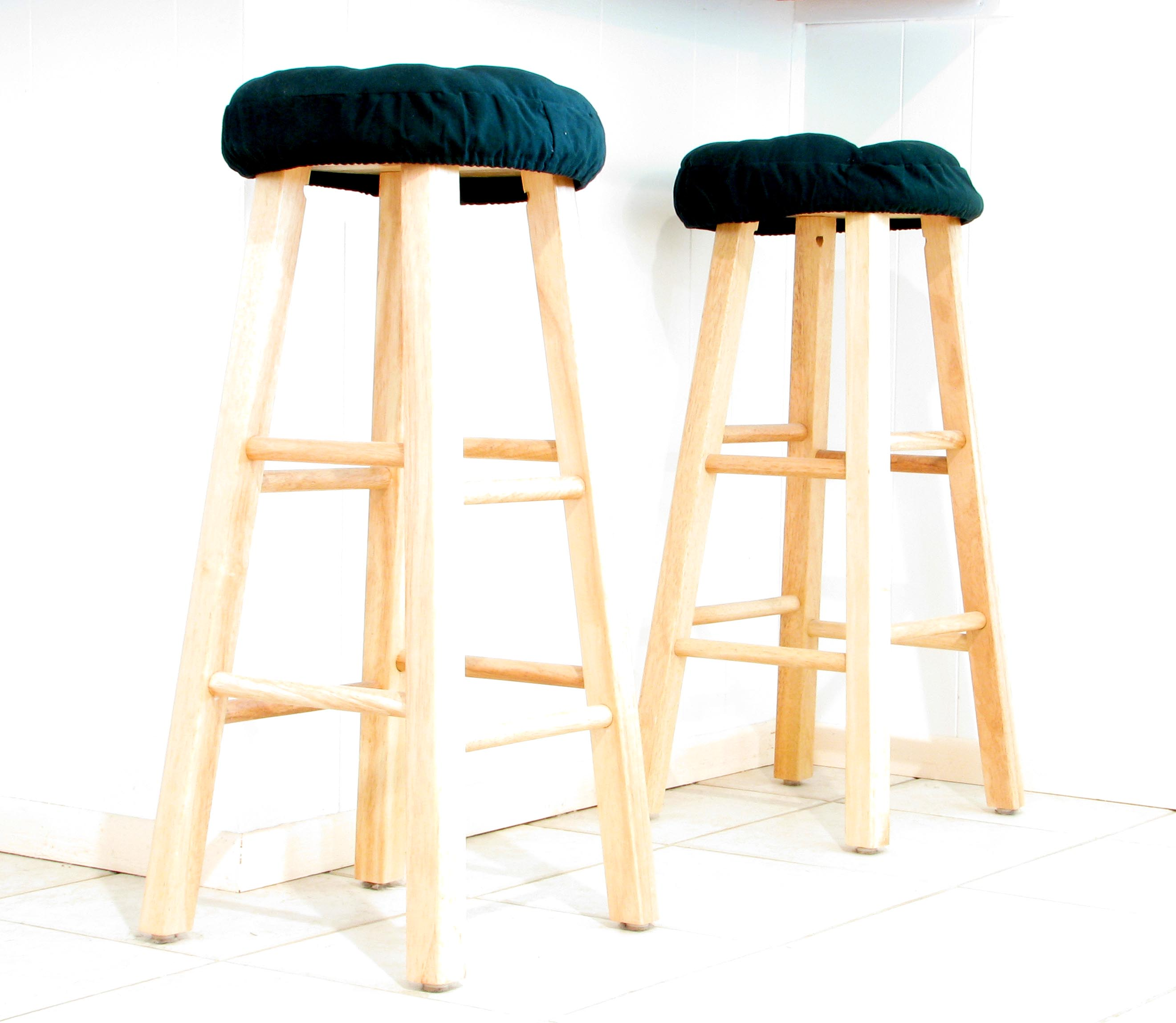
صندلی‌های چهارپایه بار

- چهارپایه بار، چهارپایه بلند و باریک که برای نشستن در یک بار یا پیشخوان طراحی شده‌ است.
- صندلی بارسلونا، صندلی اختصاصی که در سال ۱۹۲۹ میلادی توسط معمار آلمانی لودویگ میس فن در روهه طراحی شد و از آن زمان به‌ طور گسترده کپی شده‌ است. با تودوزی چرمی، صندلی و پشتی زاویه دار بدون تکیه گاه، و پایه‌های فولادی X-شکل مشخص می‌شود.
- صندلی باردیک (رامشگری)، صندلی سفارشی که هر سال برای برنده مسابقه شعر آودل (قصیده) در ولز ساخته می‌شود.

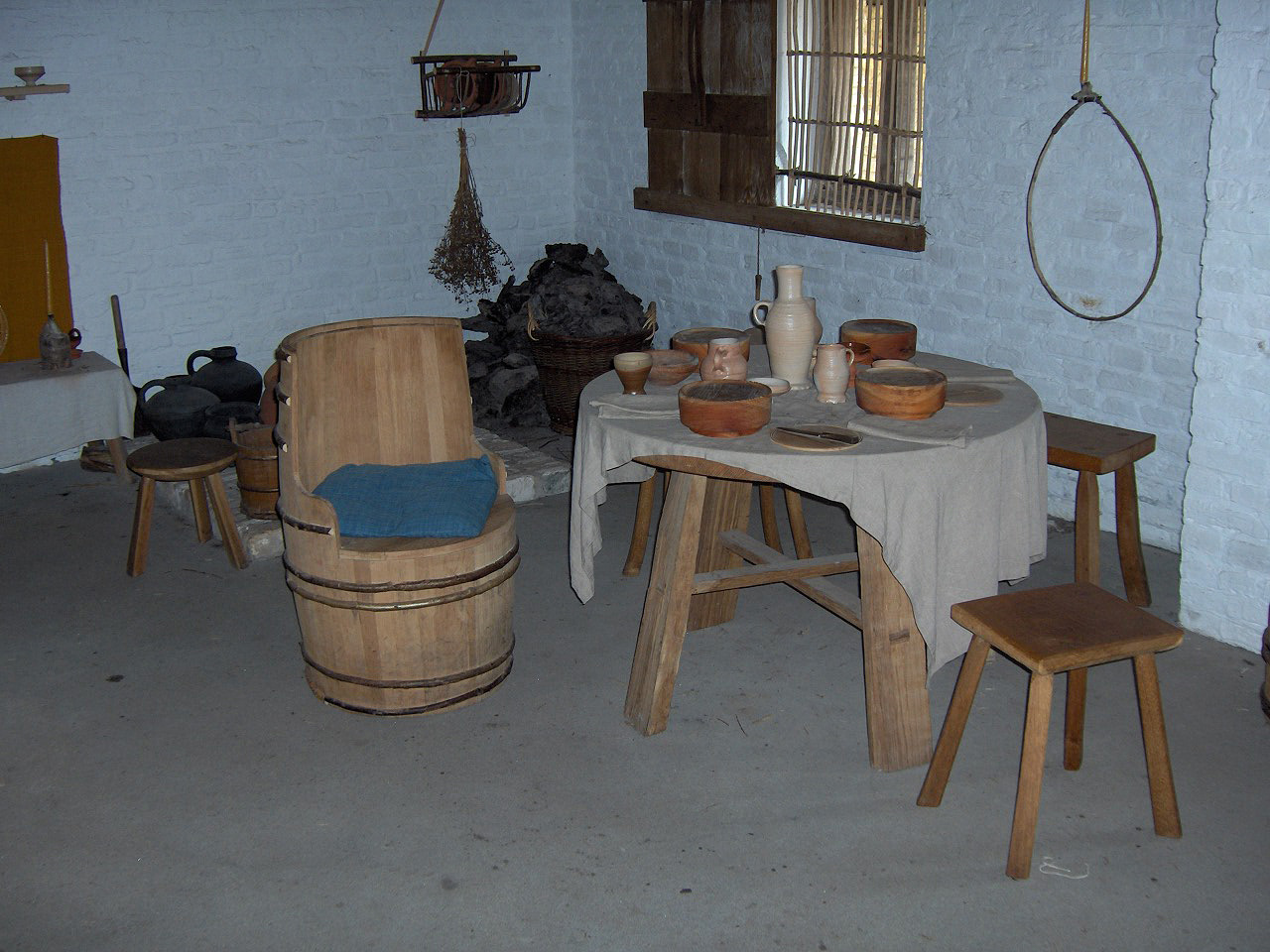
صندلی بشکه‌ای، حدود ۱۴۶۵ میلادی، راورسیدو، بلژیک

- صندلی بشکه‌،[۴] دارای پشتی بلند مانند نیم بشکه؛ بزرگ و روکش شده‌ است.

- صندلی حمام، کالسکۀ سبک روی چرخ با سایه‌بان تاشو، برای حمل و نقل در فضای باز؛ اغلب توسط معلولان استفاده می‌شود.
- صندلی ساحلی (اشتراندکورب)، طراحی شده برای ایجاد راحتی و محافظت در برابر آفتاب، باد، باران و شن و ماسه در سواحل مورد بازدید گردشگران.

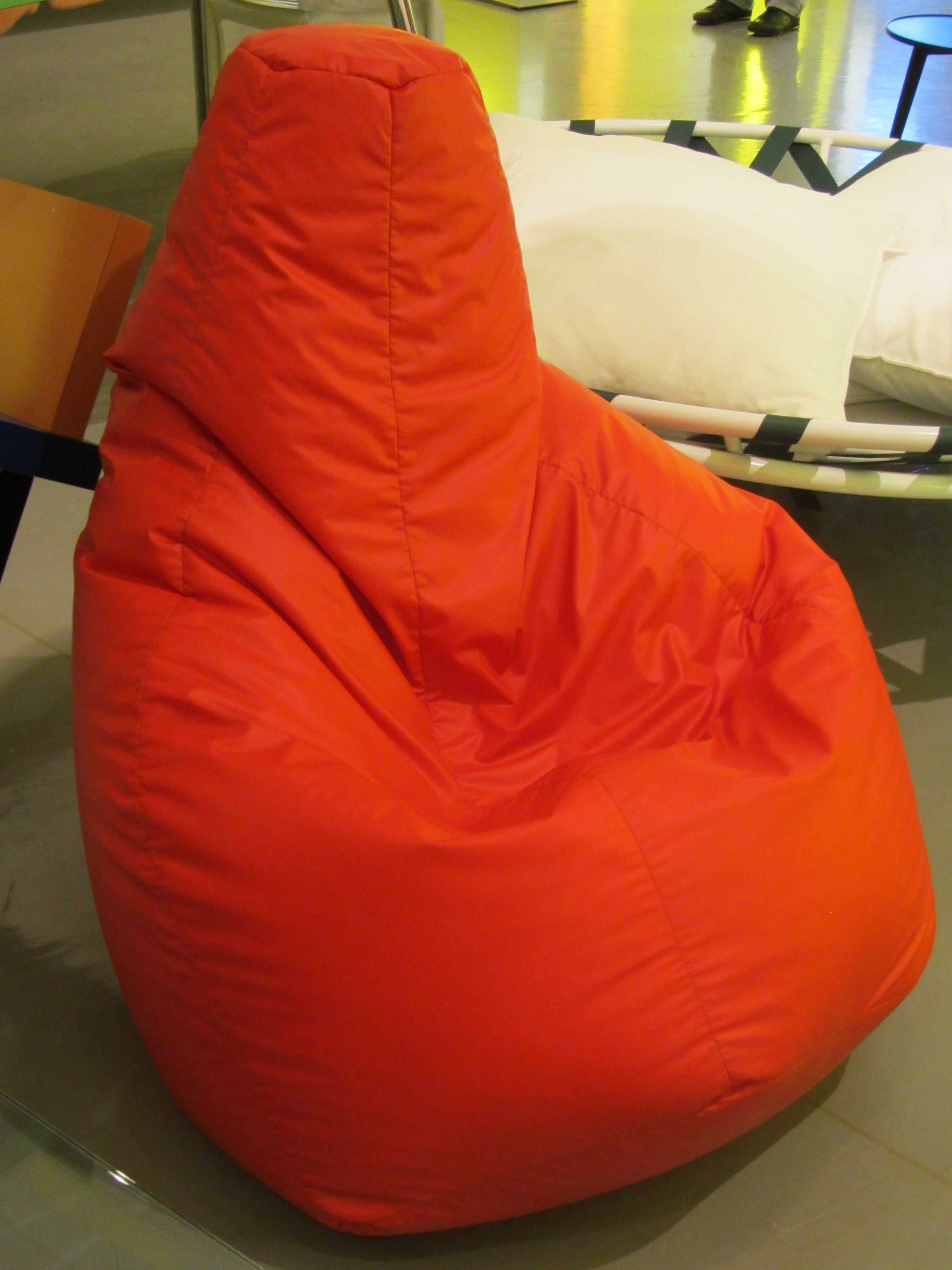
«ساکو» (۱۹۶۸ میلادی): پیرو گاتی، چزاره پائولینی، فرانکو تئودورو

- صندلی کیسه لوبیا؛ اولین صندلی کیسه‌ لوبیائی، ساکو است که در سال ۱۹۶۸ توسط طراحان ایتالیایی پیرو گاتی، چزاره پائولینی و فرانکو تئودورو طراحی شد.
- برژر، صندلی روکش‌دار که در قرن هفدهم در دورۀ سلطنت/روکوکو در فرانسه معرفی شد.

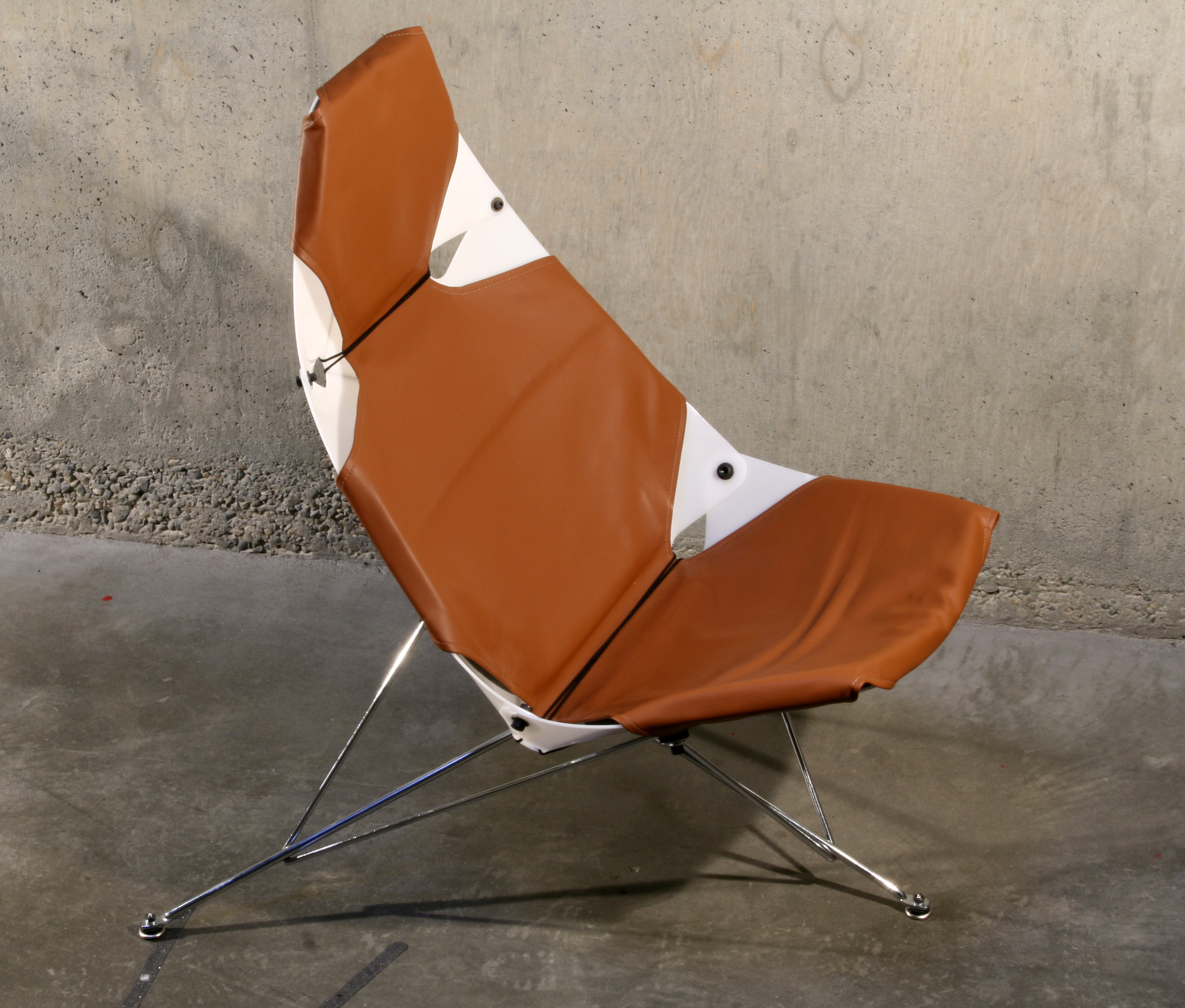
صندلی بیکینی، ۱۹۴۹ میلادی

- صندلی بیکینی، طراحی شده توسط وندل لاوت معمار در سال ۱۹۴۹ میلادی و اولین بار در دهمین تریه‌ناله دی میلانو (سه‌سالانه میلان) ۱۹۵۴ میلادی به نمایش گذاشته شد. ساخته شده از فلز، پلاستیک قالب‌گیری شده و چرم؛ برجسته شده در مجلهٔ دوموس، فوریه ۱۹۵۴ میلادی (شمارهٔ ۲۹۱).
- صندلی بوفینگر، اولین صندلی در سراسر جهان از پلی استر تقویت شده با فایبر گلاس که در یک فرایند واحد روی یک قالب فولادی تولید می‌شود. اثری کلاسیک از تاریخ طراحی مبلمان مدرن محسوب می‌شود.
- صندلی بوسون، وسیله‌ای است که برای آویزان کردن شخص از طناب برای انجام کار در ارتفاع استفاده می‌شود.
- صندلی بروئر، طراحی شده توسط مارسل بروئر؛ با طراحی پایه‌ای، بدنۀ لوله‌ای فولادی و حصیربافته مشخص می‌شود.[۵]
- صندلی بروستر، سبکی از صندلی چوبی راست و چرخان که در اواسط قرن هفدهم میلادی در نیوانگلند ساخته شد و به نام زائر و رهبر استعماری ویلیام بروستر از پلیموث، ماساچوست ساخته شد.
- صندلی حباب، طراحی شده توسط ارو آرنیو در سال ۱۹۶۸ میلادی در فنلاند؛ یک اثر کلاسیک مدرنیستی.
- صندلی بانجی، هر صندلی که دارای طناب‌های بانجی به عنوان مادهٔ اولیه باشد.
- صندلی پروانه‌ای[۶] (صندلی بی‌کی‌اف) طراحی شده در سال ۱۹۳۸ میلادی توسط بونت، کورچان و فراری-هاردوی (آرژانتین)؛ یک بدنۀ فلزی تاشوی سبک با یک پارچه بزرگ یا زنجیر چرمی که از چهار نقطه بلند بدنه آویزان شده‌ است.
- صندلی بات‌آن (ButtOn)، طراحی شده برای «کودکان بی‌قرار» در کلاس‌های درس. مانند چهارپایه با صندلی که کج می‌شود و نیاز به تعادل فعال دارد.[۷]

## پ
- صندلی پنتون، صندلی پلاستیکی یک تکه اثر طراح دانمارکی، ورنر پنتون.
- صندلی پاپاسان، صندلی بزرگ، گرد و کاسه‌ای شکل با زاویهٔ قابل تنظیم شبیه به فوتُن؛ کاسه در یک چارچوب عمودی ساخته شده از حصیر یا چوبی محکم که اصل آن از فیلیپین است، قرار دارد.
- صندلی لوله کاغذی، اثر مانفرد کیلنهوفر، آرت‌پارک ۲۰۰۲ میلادی.
- صندلی پارسونز، صندلی چوبی خمیده به نام مدرسۀ طراحی پارسونز در نیویورک، جایی که امروزه ایجاد و به‌ طور گسترده کپی شده‌ است.

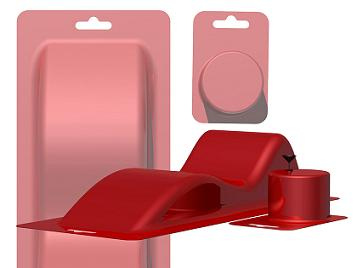
«پاپ» (۲۰۰۵ میلادی)، یک تغییر عجیب از یک صندلی پاسیو اثر طراح صنعتی آمریکایی براد اسکالن

- صندلی پاسیو، هر صندلی فضای باز که برای استفاده بر روی سطوح سخت (در تضاد با صندلی‌های چمنزار) طراحی شده‌ است تا آب را جمع نکند و به سرعت پس از باران خشک شود.
- صندلی طاووسی، صندلی حصیری بزرگ با پشتی گشاد، که منشأ آن فیلیپین است؛ همچنین یک طرح مبالغه آمیز صندلی ویندزور از هنس وگنر (۱۹۴۷ میلادی).
- پیو، نیمکت در یک کلیسا.
- صندلی پشته‌ای پیو، صندلی روی هم که عمدتاً توسط کلیساها استفاده می‌شود و به صندلی‌هایی که در ردیف‌های ردیفی چیده شده‌اند اجازه می‌دهد به‌گونه‌ای به هم متصل شوند که صندلی‌ها و پشتی‌ها حس و ظاهری شبیه نیمکت یا کرسی را ایجاد کنند.
- صندلی کشاورز، صندلی چوبی با دسته‌های قابل بسط برای استراحت پاها.
- صندلی پوانگ (نقطه)، یک صندلی راحتی چوب‌خمیده با بسته‌بندی-تخت که توسط ایکه‌آ تولید و به بازار عرضه شد، با بیش از ۳۰ میلیون دستگاه از زمان معرفی آن در سال ۱۹۷۸ میلادی، و فروش سالانه ۱٫۵ میلیون دستگاه.
- صندلی پوف‌کیسه، شبیه به صندلی کیسه-لوبیا سایز بزرگ پر از فوم اورتان.
- صندلی پورتر، صندلی در نزدیکی ورودی یک خانهٔ بزرگ برای استفاده توسط خدمتکار مسئول پذیرش بازدیدکنندگان قرار می‌گیرد.
- صندلی پاتی (اغلب به صورت اختصاری «پاتی») [در فارسی: گارشو کودک، قصری، لگن بچه]، یک توالت آموزشی برای کودکان؛ در زمانی پیش از لوله‌کشی داخل ساختمان، این یک صندلی بود که زیر آن پاتیلی گود نصب می‌شد.
- صندلی پرتغالی، صندلی فلزی در فضای باز که در اصل توسط شرکت مبلمان پرتغالی آدیکو در دههٔ ۱۹۳۰ میلادی با عنوان صندلی ۵۰۰۸ توسعه یافت و تبدیل به نمادی از فرهنگ کافه‌نشینی پرتغالی شد. صندلی گونسالو، طراحی شده توسط گونسالو رودریگز دوس سانتوس در دههٔ ۱۹۴۰ میلادی، یکی از مشهورترین مشتقات صندلی ۵۰۰۸ است.[۸]
- پوف یا زیرپایی عثمانی یا تامپتی یا هامپتی (اسامی در کشورهای مختلف)، مبلمانی که به عنوان زیرپایی یا نشیمن کوتاه استفاده می‌شود.
- صندلی‌های برقی، با کنترل‌های جوی‌استیک واکنشی و دایرۀ چرخشی تنگ برای افراد مسن یا ناتوان برای حرکت در خانه.[۹]
- صندلی پرس‌بک، صندلی چوبی دورهٔ ویکتوریایی، معمولاً از بلوط، با نردهٔ بلند و/یا میلهٔ تزئینی که که یک الگو با پرس بخار بر آن نقش می‌شود.
- صندلی چرخدار یا کالسکه،[۱۰] صندلی چرخدار که معمولاً برای حمل و نقل نوزاد تا می‌شود؛ در برخی از کشورها، از جمله ایالات متحدهٔ آمریکا، از «کالسکه» استفاده می‌کنند؛ و در برخی دیگر، از جمله بریتانیا، از «صندلی چرخدار».

## ت

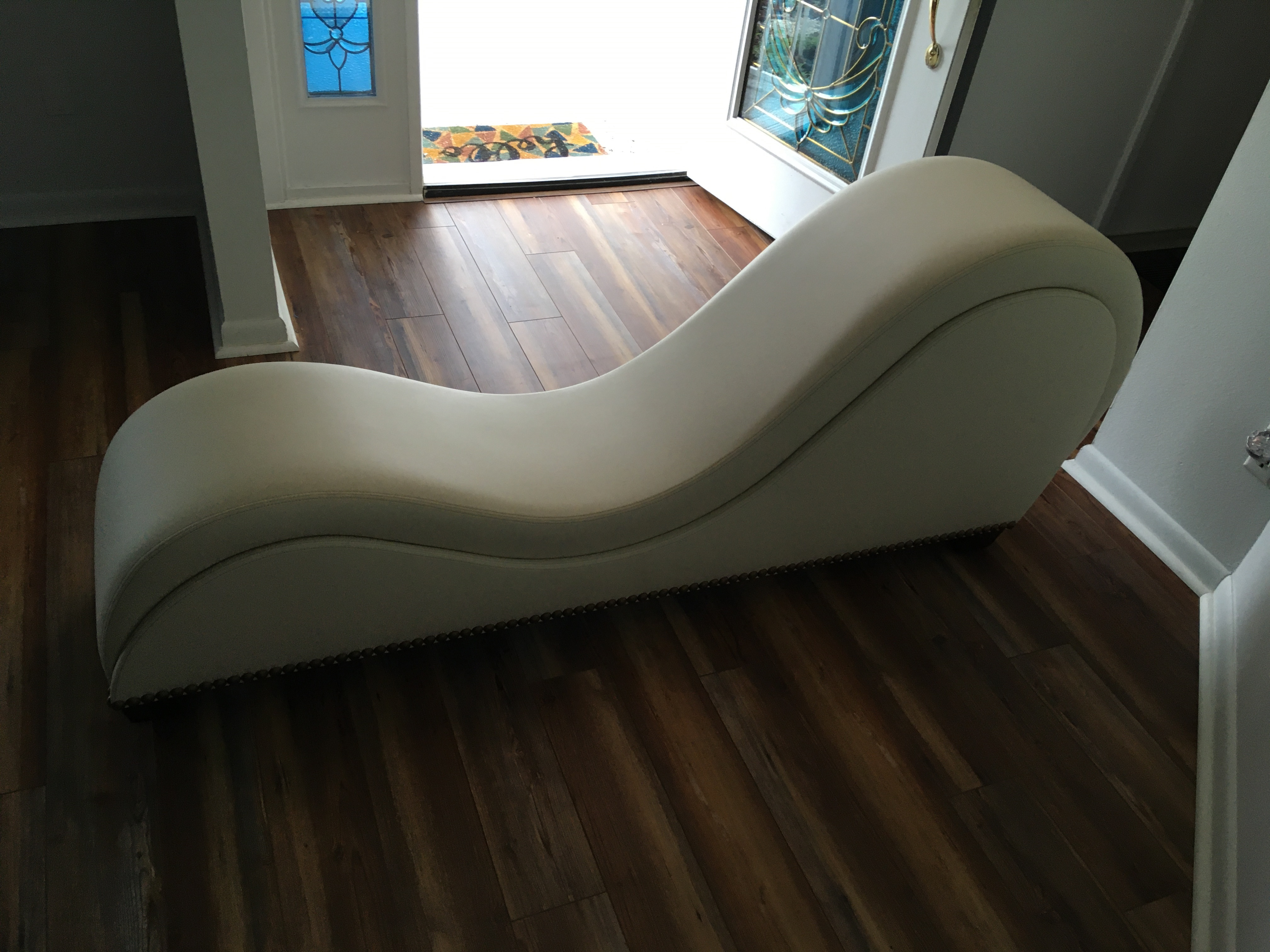
صندلی تانترا یا صندلی کاما سوترا طراحی شده توسط: ای‌جی ویتارو

- صندلی تانترا، برای تمرین کاما سوترا.[۱۱]
- تاراچیر، صندلی چوبی با پایه‌های بلند که برای تشویق گفتگو میان مردم طراحی شده‌ است، که ابتدا در سان فرانسیسکو و اکنون در لس آنجلس محبوبیت دارد.
- صندلی تت-آ-تت (رو -در -رو)، همچنین به عنوان نیمکت خواستگاری (عشق‌ورزی) شناخته می‌شود، نوعی کاناپه متشکل از دو صندلی متصل به هم که به دو نفر اجازه می‌دهد رو به روی یکدیگر بنشینند.
- اورنگ، کرسی تشریفاتی برای یک پادشاه یا مقام‌های عالی‌رتبه.
- صندلی توالت، وسیلهٔ کمکی معلولین که به یک توالت معمولی متصل است.
- تافت، صندلی کوتاه که اغلب به عنوان زیرپایی استفاده می‌شود، شبیه به صندلی عثمانی اما کوتاهتر و بدون پایه.
- صندلی لاله، طراحی شده توسط ارو سارینن در سال ۱۹۵۶ میلادی و یک اثر کلاسیک طراحی صنعتی.
- صندلی خراطی (یا صندلی چرخانده یا صندلی دوکی)، ساخته شده از دوک‌های چوبی تراش داده شده توسط تراشکاری (با استفاده از دستگاه تراش)، به جای نجاری یا نازک‌کاری چوب.
- صندلی تیر-و-پلهٔ تراشیده‌شدهٔ دو-میله‌ای، ساخته شده از چوب سبز (چوبی که اخیراً بریده شده و به همین دلیل فرصتی برای خشک شدن نداشته‌ است)، و با چاقو شکافته و تراشیده شده‌ است (به جای چرخاندن)، این صندلی توسط جنی الکساندر ساخته شده‌ است.[۱۲]

## ث
- صندلی کامپچه، یک صندلی استراحت مکزیکی قرن نوزدهمی، محبوب در آمریکای لاتین، کارائیب، و جنوب آمریکا. دارای کناره‌های X-شکل و نشیمن‌گاه و پشتی که از چرم، خیزران یا تخته‌های چوبی ساخته شده‌ است. شبیه به صندلی کشاورز، اما بدون بازوهای کشیده.
- صندلی طره (تیر کنسول)، بدون پایه‌های عقب و برای تکیه‌گاه از نشیمنگاه و طرۀ پشتی بالای پایه‌های جلو استفاده شده‌ است.
- صندلی کاپیتان، در اصل یک صندلی چوبی با پشتی کوتاه بود؛[۱۳] امروزه این اصطلاح اغلب به نشیمن‌های فردی قابل تنظیم خودرو با تکیه‌گاه‌های بازو اطلاق می‌شود.
- کاکوتوئار، همچنین به عنوان صندلی گفتگو (به انگلیسی: Conversation) شناخته می‌شود، که در رنسانس اروپا استفاده می‌شد، برای زنان توسعه یافت، زیرا پهن‌تر بود، بنابراین مُدهای پوشش زنانه در آن زمان می‌توانستند در آن جا بیفتاند؛ این صندلی با بازوهای "U" شکل نشان داده می‌شود.
- صندلی خودرو، یک نشیمن خودرو در اتومبیل که در آن راننده یا مسافر معمولاً در جهت رو به جلو می‌نشینند. بسیاری از صندلی‌های خودرو با چرم یا مواد مصنوعی تزئین شده‌اند که برای راحتی یا رهایی از فشار ناشی از نشستن طراحی شده‌اند. انواع مختلف شامل صندلی ماشین کودک نوپا یا نوزاد است که اغلب بر روی صندلی موجود قرار می‌گیرد و از طریق کمربندهای ایمنی موجود یا سایر وسایل از این قبیل محکم می‌شود.
- صندلی کارور، شبیه به صندلی بروستر و از همان منطقه و دوره.
- کاتدرا، صندلی تشریفاتی اسقف.
- صندلی اداری، یک صندلی به سبک روکوکو، که در نیمهٔ اول قرن هیجدهم میلادی ایجاد شد، طوری ساخته شد که فرد بتواند در گوشه ای از اتاق بنشیند (یک پایه مستقیماً در پشت و یکی مستقیماً در جلو وجود دارد، و سپس یک پایه در هر طرف).

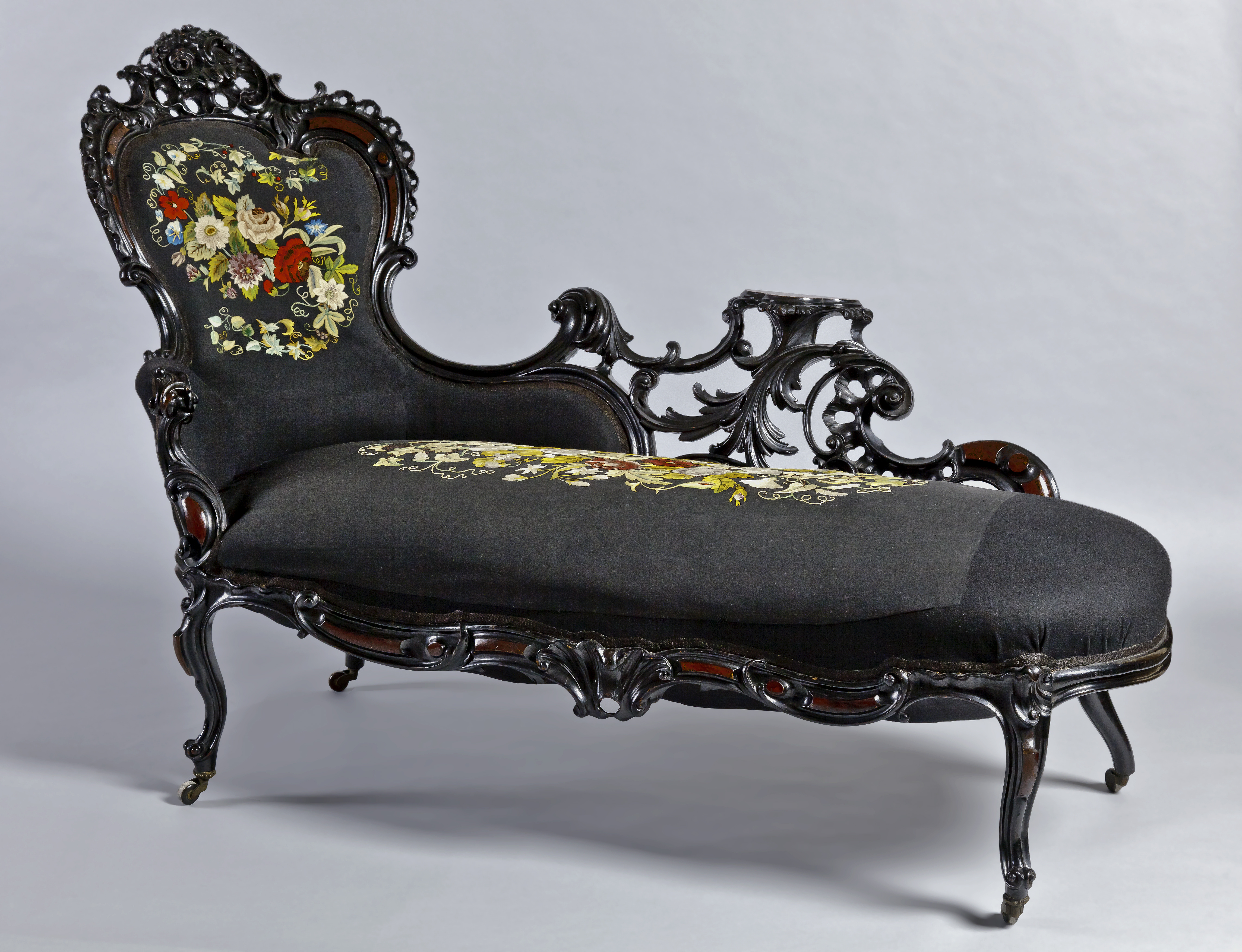
شزلون نئو-روکوکو

- شزلون (به فرانسوی به معنای «صندلی بلند»)، صندلی با نشیمنگاه آنقدر بلند که بتواند پاهای کاربر خود را کاملاً نگه دارد. در ایالات متحدهٔ آمریکا، اغلب به اشتباه به عنوان «شیز لانژ» نامیده می‌شود. مشابه، و اگر نه یکسان به یک تخت‌خواب روز، کاناپه درازکش، یا رکامیه باشد.
- صندلی چسترفیلد، یک صندلی کم ارتفاع به سبک صندلی باشگاه با فضای داخلی کاملاً دکمه‌دار یا پرزدار، که معمولاً از چرم ساخته می‌شود.
- صندلی کیاواری، طراحی شده در سال ۱۸۷۰ میلادی توسط جوزپه گائتانو دسکالتزی از کیاواری در ایتالیا. این صندلی سبک‌وزن است، دارای خطوط ظریف است، در عین حال قوی، کاربردی و به راحتی قابل جابجایی است.

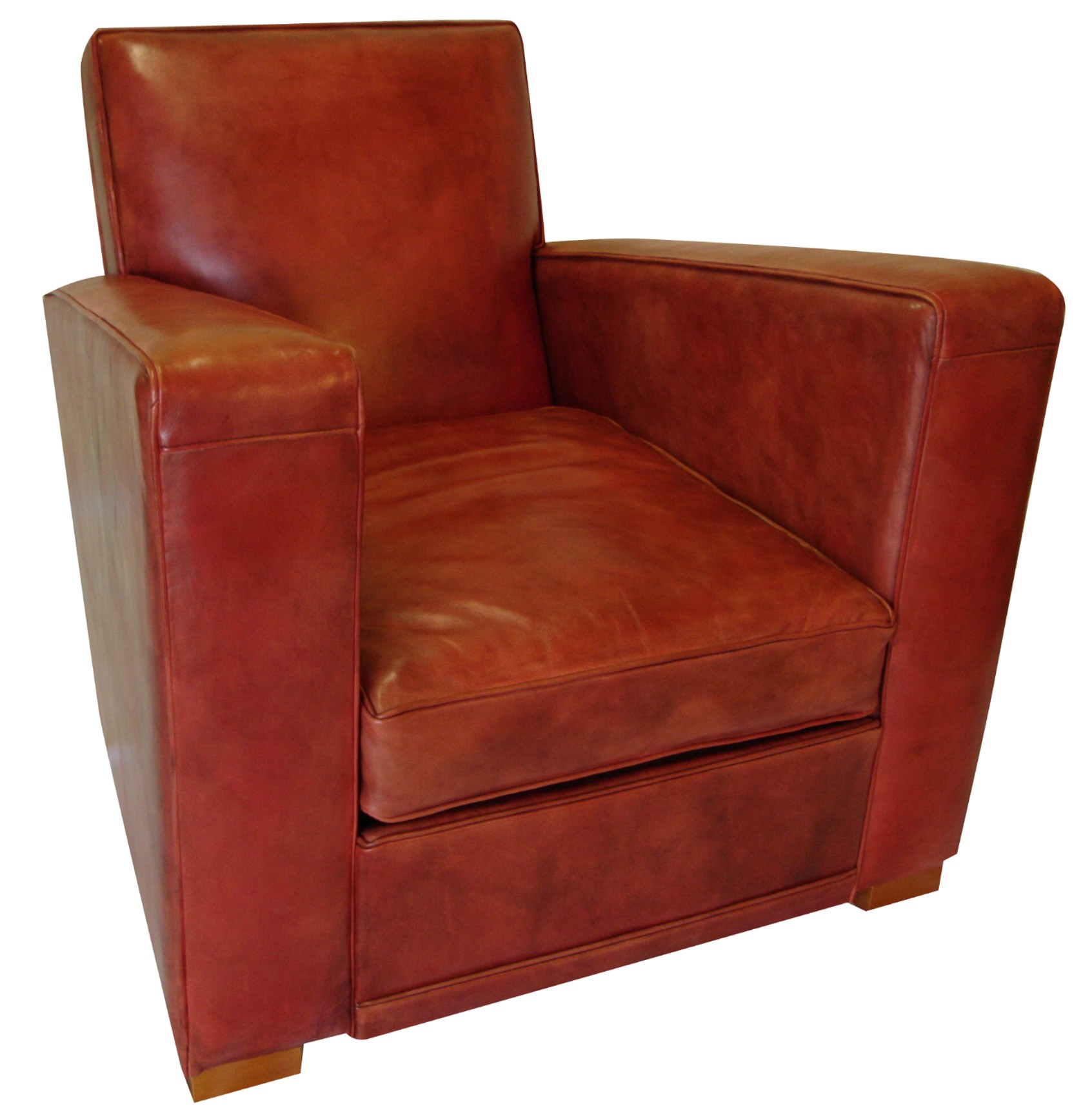
صندلی باشگاه آرت دکو

- صندلی باشگاه، یک صندلی راحتی شیک با پشتی کوتاه. کناره‌های سنگین، تکیه‌گاه‌هایی را تشکیل می‌دهند که معمولاً به ارتفاع پشت هستند. صندلی باشگاه مدرن بر اساس صندلی‌های باشگاهی است که توسط کلوپ‌های محبوب و شیک آقایان شهری دههٔ ۱۸۵۰ میلادی انگلستان استفاده می‌شد.
- صندلی خروس جنگی، صندلی قرن ۱۸ میلادی برای کتابخانه‌ها که در آن صندلی و بازوها به گونه‌ای شکل می‌گرفتند که خواننده می‌توانست روی صندلی بنشیند و از یک میز کوچک متصل به پشت استفاده کند.[۱۴] با وجود نام محبوب آن، پیش‌طرحی از سال ۱۷۹۴ میلادی در بایگانی‌های گیلو بدست آمده که آن را به عنوان «صندلی مطالعه» فهرست می‌کند.[۱۵]
- صندلی کاگزول،[۱۶] یک نام تجاری از صندلی‌های راحتی روکش‌دار. دارای پشتی شیبدار و پایه‌های جلویی خمیده و زینتی است. تکیه‌گاه‌های بازو در زیر باز هستند.
- صندلی کنج، ساخته شده برای قرار گرفتن در یک گوشه و دارای یک نشیمن مستطیل شکل با پشتی بلند در دو ضلع مجاور؛ یکی از پایه‌ها زیر میانهٔ نشیمن در کنج قرار می‌گیرد.
- صندلی کورول، یک صندلی تاشو با بدنۀ متقاطع بود که در رم جمهوری‌خواه اهمیتی سلسله مراتبی پیدا کرد. شکل پاهای آن به سبک امپراتوری احیاء شده‌ است.

## ج
- جک و جیل، شبیه به صندلی آدیرونداک است، اما از دو عدد صندلی تشکیل شده‌ است که در وسط توسط یک میز به هم وصل شده‌اند.
- صندلی پرش، در هواپیما.
- صندلی راحتی جو، یک صندلی راحتی است که توسط طراحان ایتالیایی جاناتان ده پاس، دوناتو دوربینو و پائولو لوماتسی در سال ۱۹۷۰ میلادی ایجاد شد و از همان سال توسط شرکت ایتالیایی مبلمان پولترونوا تولید شد.

## د
- صندلی دانته، شبیه به صندلی ساونارولا با بدنۀ مستحکم‌تر و صندلی بالشتکی.

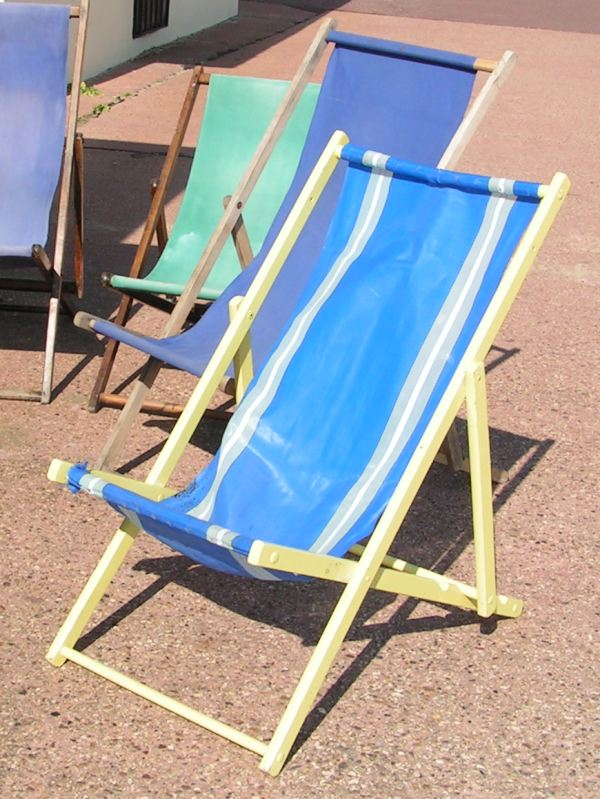
صندلی عرشه

- صندلی عرشه،[۱۷] صندلی با پشتی پارچه‌ای یا وینیل و نشیمنگاهی که با حرکت قیچی‌وار به دور یک محور عرضیِ صاف تا می‌شود. پارچه از پاهای نشسته تا سر امتداد دارد. ممکن است صندلی کشیده‌ای داشته باشد که به عنوان تکیه‌گاه پا مورد استفاده قرار می‌گیرد و ممکن است دارای تکیه‌گاه دست باشد. این صندلی در ابتدا برای استراحت مسافران هنگام سوار شدن بر کشتی‌های اقیانوس پیما یا کشتی‌ها طراحی شده بود.
- صندلی دندانپزشکی، صندلی عمیقی که به دندانپزشک امکان دسترسی آسان به دهان بیمار را می‌دهد. وضعیت درازکشیدن و همچنین ارتفاع کلی صندلی را تنظیم می‌کند. معمولاً تجهیزات دندانپزشکی مختلفی به صندلی مربوط می‌شود که اغلب شامل یک شیر آب کوچک و سینک برای شستشوی دهان بیمار می‌شود.
- صندلی ناهارخوری، طراحی شده برای استفاده در میز ناهارخوری؛ به‌طور معمول، صندلی‌های ناهارخوری بخشی از یک مجموعۀ مبلمان ناهارخوری هستند، که در آن صندلی‌ها و میز دارای طرح‌های مشابه یا مکمل هستند. قدیمی‌ترین تصویر شناخته شده از صندلی‌های غذاخوری، نقش‌برجستۀ قرن هفتم پیش از میلاد از یک پادشاه و ملکه آشوری بر روی صندلی‌های بسیار بلند است.[۱۸]
- صندلی کارگردان،[۱۹] یک صندلی سبک‌وزن که با شکل قیچی‌وار از پهلو-به-پهلو تا می‌شود. صندلی و پشتی از کرباس یا پارچهٔ محکم مشابهی ساخته شده‌است که وزن کامل کاربر را تحمل می‌کند و می‌تواند تا شود. بدنه از چوب یا گاهی فلز یا پلاستیک ساخته شده‌است. اجزای نشیمنگاه و قیچی با هم کار می‌کنند تا وزن نشیمنگاه را پشتیبانی و توزیع کنند تا صندلی به راحتی کشیده شود. پشتی معمولاً پایین است و صندلی معمولاً دارای تکیه گاه است. یک تصویر کلیشه‌ای از کارگردان سینما در لوکیشن شامل یکی از این صندلی‌ها است که از این رو به این نام شهرت یافته است. ویکتور پاپانک در کتاب خود «طراحی برای دنیای واقعی» این صندلی را طراحی عالی توصیف می‌کند زیرا ساده و ایده‌آل برای عملکرد آن است. این طرح به صندلی‌های صندوق‌ساز قرن پانزدهم میلادی و در نهایت به صندلی کورول رومی برمی‌گردد.

## ر
- صندلی درازکش قابل‌تنظیم،[۲۰] صندلی با پشتی تکیه‌دار؛ بیشتر آن‌ها صندلی راحتی هستند و ممکن است با یک زیرپایی همراه باشند که وقتی پشتی خوابیده باشد باز می‌شود.
- صندلی قرمز و آبی صندلی طراحی شده توسط معمار و طراح مبلمان اهل هلند، خریت ریتفلد.
- صندلی محدودکننده، نوعی صندلی محدودکنندهٔ جسمی است که برای جلوگیری از آسیب به خود یا دیگران استفاده می‌شود.
- صندلی گردان، یک اصطلاح قدیمی برای صندلی چرخان.
- صندلی رکس، صندلی تاشو طراحی شده توسط طراح اهل اسلوونی، نیکو کرال در سال ۱۹۵۲ میلادی.
- صندلی روبانی،[۲۱] طراحی شده توسط طراح اهل دانمارک، نیلز بندتسن در سال ۱۹۷۵ میلادی. این صندلی در یک مجموعۀ دائمی در موزهٔ هنر مدرن نیویورک به نمایش گذاشته شده‌ است.

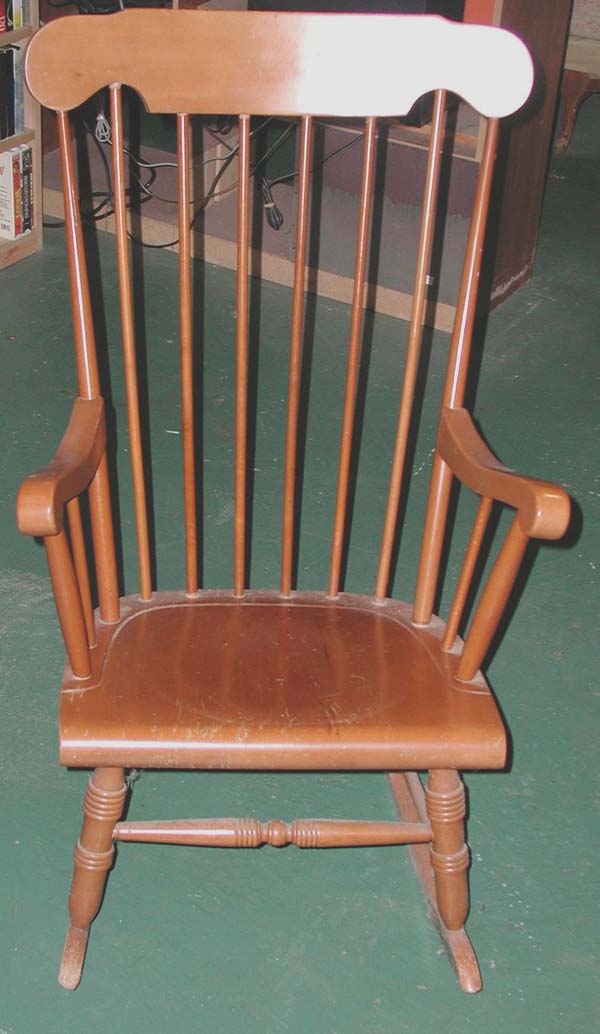
یک صندلی گهواره‌ای ویندزور

- صندلی گهواره‌ای (راکر)، معمولاً یک صندلی کناره یا صندلی چوبی با پایه‌های نصب شده بر روی گهواره‌های منحنی، به طوری که صندلی بتواند به جلو و عقب تاب بخورد. گاهی اوقات صندلی گهواره‌ای روی فنرها یا روی یک کفی قرار می‌گیرد (یک کفی راکر) تا از له شدن هر چیزی، به ویژه پای کودکان یا دم حیوانات خانگی که زیر راکرها قرار می‌گیرد، جلوگیری شود.
- صندلی روور، طراحی شده توسط طراح صنعتی اهل اسرائیل، رون آراد.
- نشیمن رومبل.

## ز
- زایسو، یک صندلی ژاپنی بدون پایه.
- صندلی زیگ-زاگ، طراحی شده توسط خریت ریتفلد.

## س
- صندلی زینی، در طراحی خود از همان اصولی مانند زین سوارکاری استفاده می‌کند. تکیه‌گاه ندارد اما مجهز به پایه‌های چرخک‌ گردان و سیلندر گازی برای تنظیم ارتفاع صحیح نشستن است؛ چرخک‌ها امکان حرکت در اطراف و دستیابی به ابزارها را در هنگام نشستن فراهم می‌کنند.
- صندلی ساونارولا، یک صندلی تاشو که متعلق به دورۀ رنسانس ایتالیا است. به‌ طور معمول از گردو ساخته شده‌ است، گاهی اوقات به آن صندلی-X می‌گویند. صندلی ساونارولا اولین صندلی تاشو مهمی بود که در دورۀ رنسانس گوتیک ایتالیا ایجاد شد.
- صندلی سدان (کجاوه)، صندلی باز یا بسته که برای حمل به تیرک‌های دوقلو متصل می‌شود؛ با استفاده از این نوع حمل و نقل، می‌توان یک سرنشین را توسط دو یا چند باربر حمل کرد.
- ایزگابلو، از دورۀ رنسانس ایتالیایی و ساخته شده از گردو، متشکل از پشتی صندلی نازک و یک صندلی هشت ضلعی؛ گاهی اوقات به عنوان چهارپایه در نظر گرفته می‌شد و اغلب در راهروها قرار می‌گرفت.
- راکر شیکر، یکی از چندین شکل صندلی گهواره‌ای، از جمله صندلی‌های کناره، ساخته شده توسط شیکرها.
- صندلی کج شیکر، به فرد اجازه می‌دهد بدون لیز خوردن یا خراشیدن زمین، با صندلی به پشت تکیه دهد.

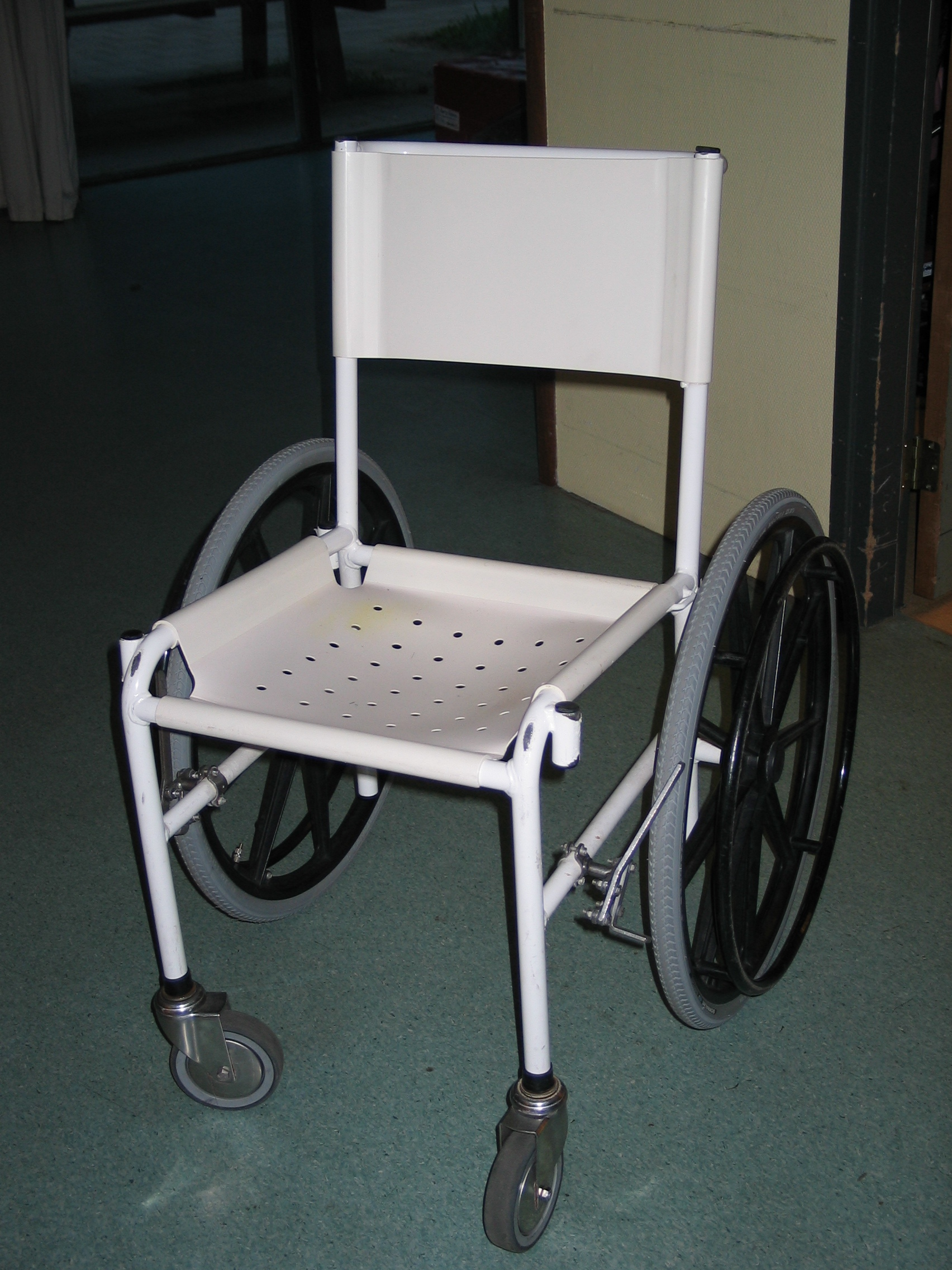
یک صندلی دوش

- صندلی دوش، صندلی که در اثر آب آسیب نمی‌بیند، گاهی اوقات روی چرخ است و به عنوان وسیله‌ای برای کمک به معلولیت در دوش استفاده می‌شود، شبیه به صندلی چرخدار، اما بدون پد پا؛ ضدآب است و به سرعت خشک می‌شود
- صندلی کناره، یک صندلی با نشیمن و پشتی اما بدون تکیه‌گاه دست؛ اغلب با یک میز ناهارخوری هماهنگ می‌شود یا به عنوان یک صندلی مورد استفاده قرار می‌گیرد.
- صندلی نشستن-ایستادن،[۲۲] که معمولاً با میز ارتفاع-قابل‌تنظیم استفاده می‌شود، به فرد اجازه می‌دهد به این وسیله تکیه داده و تا حدی از آن حمایت شود.
- صندلی آویز، صندلی معلق و نوسان-آزادانه که از سقف آویزان است.
- صندلی خواب، صندلی راحتی ساخته شده توسط شرکت تولیدی سی. اف. استرایت در نیمهٔ اول قرن بیستم میلادی؛ دارای ترکیبی از روکش پشتی و قسمت نشستن است که شیب آن در بدنۀ اصلی قابل تنظیم است؛ نسخه‌های بعدی این صندلی دارای یک زیرپایی با قسمت فوقانی قابل جابجایی بود که می‌توانست یک «محفظۀ-مخفی» را نشان دهد.
- صندلی چرخان، که معمولاً برای رایانه‌ها استفاده می‌شود زیرا توانایی حرکت آزادانه دارد.
- صندلی پشته، طراحی شده تا به صورت فشرده روی هم چیده شود تا فضای ذخیره‌سازی مورد نیاز را به حداقل برساند.
- صندلی استنو، یک صندلی اداری ساده، معمولاً بدون بازو، برای استفاده توسط کارکنان منشی (یا یک تندنگار).
- صندلی پله، صندلی که در صورت تا شدن به عنوان مجموعۀ کوچکی از پله‌ها عمل می‌کند.
- صندلی دلبر، که معمولاً در شربت‌خانه‌ها استفاده می‌شود، همچنین به عنوان «صندلی سالن» و «صندلی بستنی» شناخته می‌شود (به خاطر استفاده در سالن‌های بستنی فروشی‌ها)؛ شامل بدنۀ سیمی در مرکز پشت به گونه‌ای فر می‌خورد که طرح قلب را نشان دهد، اما اصطلاح «صندلی دلبر» نیز کاربرد عمومی‌تری دارد و به هر صندلی با طرح قلب-شکل در مرکز پشت اطلاق می‌شود.
- صندلی‌ چرخان، چرخان حول محور عمودی؛ معمولاً در دفاتر، اغلب روی چرخک‌‌ها استفاده می‌شود.
- صندلی‌راحتی سنلوکا، یک صندلی راحتی است که توسط طراحان ایتالیایی پیر جاکومو کاستیلیونی و آکیله کاستیلیونی طراحی شده است.

## ف
- صندلی فارتینگیل (دامن فنری)، یک صندلی بدون بازو با یک نشیمن گشاد که معمولاً از پارچه‌ای با کیفیت-بالا پوشانده شده‌ است و به یک نازبالش مجهز شده‌ است. تکیه‌گاه یک بدنۀ روکش‌دار است که پایه‌های آن مستقیم و مستطیلی است. این صندلی در اواخر قرن شانزدهم میلادی به عنوان صندلی برای خانم‌ها معرفی شد و در انگلستان، احتمالاً در قرن نوزدهم میلادی، به دلیل توانایی آن در تطبیق با دامن‌های فوق‌العاده گشاد مُد روز، نامگذاری شد.
- صندلی فوتویل، صندلی دسته‌دار-آزاد با چوب نمایان قابل توجهی که منشأ آن قرن هجدهم میلادی در فرانسه است.
- صندلی فیدل‌بک، صندلی چوبی دورهٔ امپراتوری، معمولاً با یک نشیمن روکش‌دار، که تکیه‌گاه پشتی آن شبیه به فیدل است.
- صندلی مبارزه،[۲۳] صندلی روی قایق است که توسط ماهیگیران برای صید ماهی‌های بزرگ آب شور استفاده می‌شود. صندلی معمولاً چرخان است و دارای مهاری است که ماهیگیر را در صورتی که ماهی به سختی نخ را بکشد نگه می‌دارد.
- صندلی تنسگریتی شناور، اثر مانفرد کیلنهوفر، آرت‌پارک ۲۰۲۰ میلادی.
- صندلی تاشو، برای نگهداری و حمل‌و‌نقل آسان که به راحتی حمع می‌شود. صندلی‌های تاشوی مختلف نام‌های خاص خود را دارند (مثلاً صندلی عرشه‌، صندلی کارگردان)، اما یک صندلی که به سادگی به عنوان یک صندلی تاشو توصیف می‌شود، یک چارچوب سفت و سخت است که صندلی را حول یک محور عرضی تا می‌کند، به طوری که نشیمن موازی با پشتی می‌شود و چارچوب با عملکرد قیچی‌وار جمع می‌شود. برخی نیز پایه‌ها را تا پشت جمع می‌کنند. صندلی‌های تاشو ممکن است طوری طراحی شوند که هنگام تا شدن روی هم قرار گیرند و ممکن است همراه با چرخ دستی‌های مخصوص برای جابجایی پشته‌های صندلی‌های تا شده باشند. صندلی تاشو گاهی در کُشتی‌های حرفه‌ای به عنوان سلاح استفاده می‌شود.
- نشیمن تاشو، نشیمن ثابت در اتوبوس، تراموا یا واگن مسافرتی.
- نیمکت دوستی، مکانی ویژه در زمین بازی مدرسه که کودک وقتی که می‌خواهد کسی با او صحبت کند، می‌تواند در آنجا برود.

## ک
- صندلی‌های زانویی یا صندلی‌های زانو-نشسته،[۲۴] به معنای تکیه‌گاه زانویی فرد است. ظاهراً این وضعیت برای کمر بهتر از نشستن تمام روز است. صندلی اصلی در حدود ۳۰ درجه به سمت جلو متمایل شده‌ است تا فرد به‌ طور معمول از جای خود خارج شود، اما یک تکیه زانو برای نگه داشتن فرد در جای خود وجود دارد.
- صندلی کلوب، نوعی صندلی دسته‌دار چرمی.

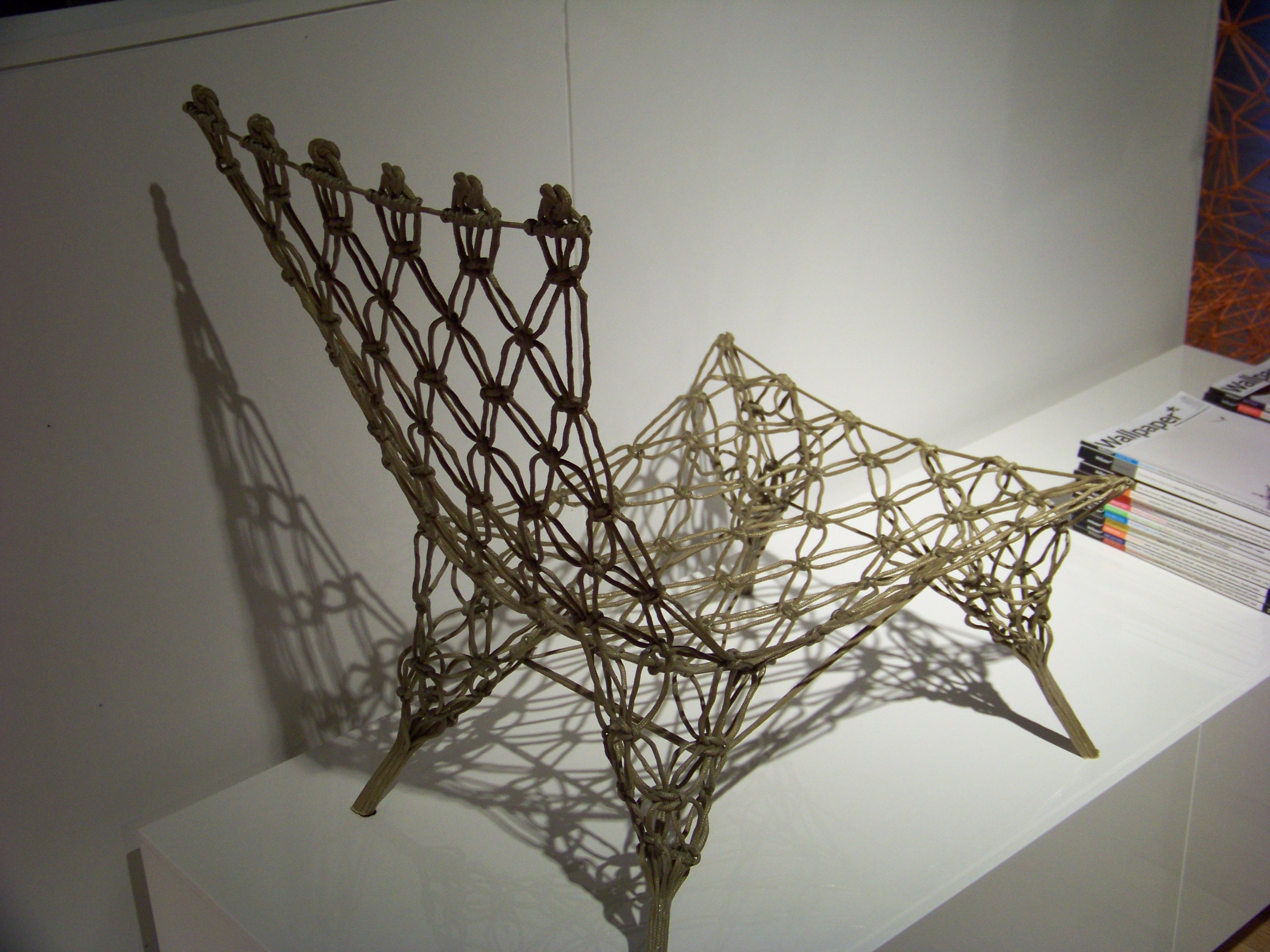
صندلی گره‌دار، ۱۹۹۵ میلادی

- صندلی گره‌دار، طراحی شده توسط مارسل واندرس در سال ۱۹۹۵ میلادی و توزیع شده در مجموعهٔ طراحی دروخ.

## گ
- صندلی گینزبورو، صندلی راحتی با پشتی بلند، دو طرف باز و بازوهای کوتاه.
- صندلی بازی، بدون پایه، خمیده/L-شکل، به‌طور کلی روکش شده، و گاهی اوقات شامل دستگاه‌های الکترونیکی داخلی مانند بلندگو و لرزش برای بهبود تجربۀ بازی ویدیویی است. پنج نوع اصلی صندلی‌های بازی عبارتند از: کیسه‌های لوبیا، راکرها، پایه‌ستونی‌ها، مسابقه‌ای و کابین خلبان.
- صندلی تخم‌مرغ باغ، طراحی شده توسط پیتر گیچی و یک اثر طراحی کلاسیک مدرنیست.

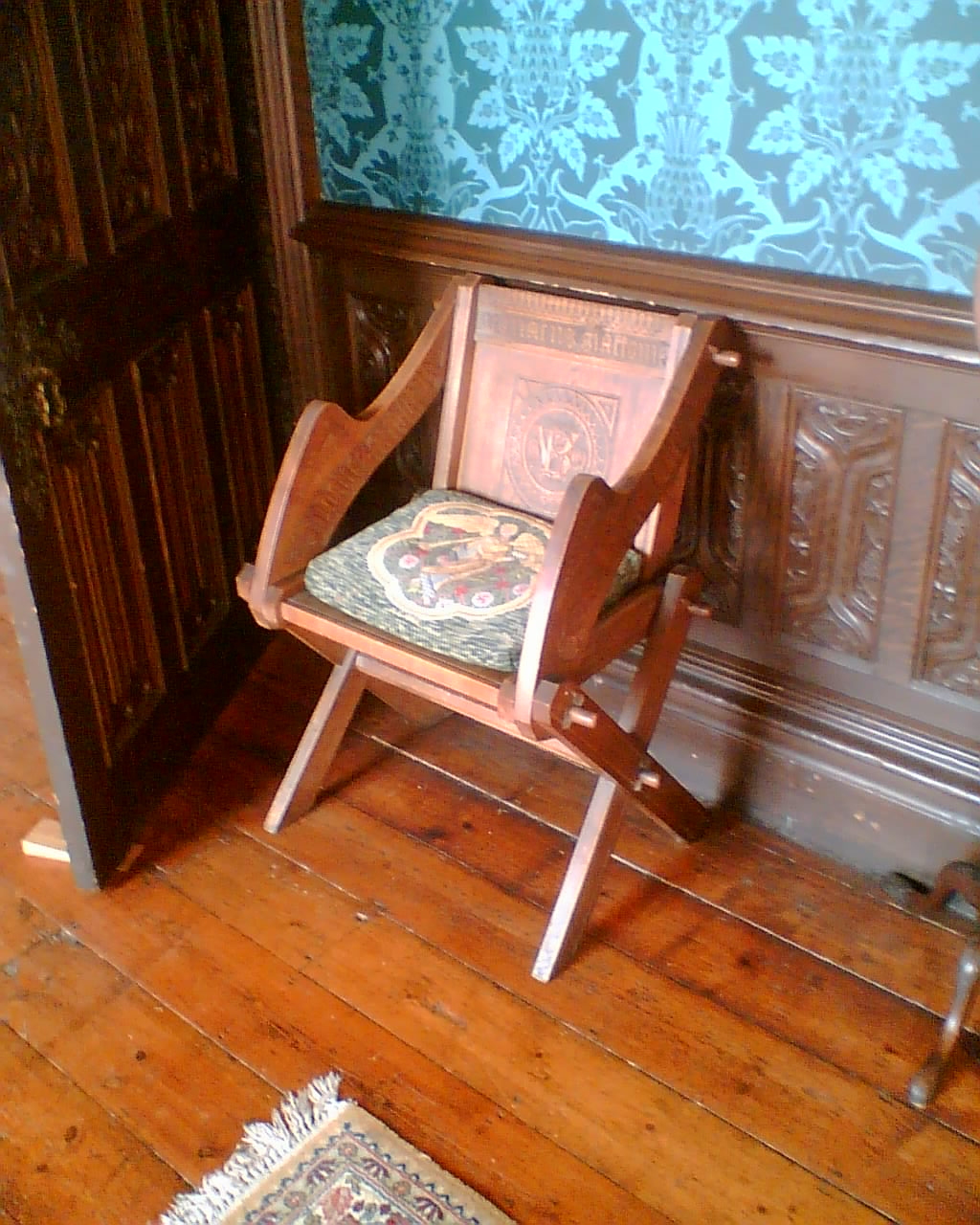
یک بازتولید از صندلی گلاستونبری در کاخ اسقف، ولز

- صندلی گلاستونبری، صندلی چوبی با نشیمن صاف و پشتی شیبدار؛ قدمت طراحی حداقل به اوایل قرون وسطی بازمی‌گردد.

- صندلی گلایدر (یا راکر پلت‌فرم)، حرکاتی مشابه با صندلی گهواره‌ای ارائه می‌دهد، اما بدون خطرات؛[نیازمند منبع] یک بدنه روی زمین قرار می‌گیرد و صندلی توسط بازوهای چرخشی در داخل بدنه پشتیبانی می‌شود تا قطعات متحرک کمتر در دسترس باشند.

## ل
- صندلی پشت‌نردبانی، نوعی صندلی دسته‌دار یا کناره که در آن عناصر افقی پشتی آن ظاهر یک نردبان را دارد. معمولاً با تعداد چنین عناصری توصیف می‌شوند؛ مثلاً 'پنج-پله'، یا 'سه-پله'؛ در نمونه‌های بهتر، عرض این عناصر مدرج، از بالا به پایین، پهن‌تر به باریک‌تر است.
- صندلی بره‌زایی، به شکل «جعبه» چوبی صندلی دسته‌دار بالدار که به ندرت روکش شده‌ است. محفظهٔ زیر صندلی به عنوان یک کشو یا انبار ذخیره، رایج است.
- صندلی چمنزار، معمولاً یک صندلی تاشوی سبک برای استفاده در فضای باز روی سطوح نرم. پایه‌های چپ و راست در امتداد زمین به یک پایه متصل می‌شوند تا سطح تماس وسیع تری با زمین ایجاد کنند. در غیر این صورت تک تک پایه‌ها در چمن‌های نرم فرومی‌روند.
- صندلی‌های نجات‌غریق، به نجات‌غریق امکان می‌دهند روی یک سکوی بلند در ساحل بنشیند تا شناگرانی را که در خطر هستند بهتر جستجو کند.
- صندلی بالابر، مکانیزم بالابر برقی که کل صندلی را از پایۀ خود به سمت بالا هل می‌دهد و به کاربر کمک می‌کند تا در وضعیت ایستاده قرار گیرد.
- کجاوه، که به آن «صندلی سدان» نیز می‌گویند، صندلی سرپوشیده‌ای است که توسط مردم حمل می‌شود و برای حمل و نقل دیگران استفاده می‌شود
- صندلی لویی گوست، طرحی شفاف از جنس پلی‌کربنات، اثر فیلیپ استارک.
- صندلی لیرنا، صندلی طراحی شده توسط طراحان ایتالیایی آکیله کاستیلیونی و پیر جاکومو کاستیلیونی در سال ۱۹۵۹ میلادی در لیرنا است، که توسط شرکت کاسینا ساخته شده است.

## م
- صندلی ماساژور، دارای وسایل الکترومکانیکی برای ماساژ کاربر می‌باشد. نوع دیگری از صندلی ماساژور، صندلی‌هایی است که توسط درمانگر استفاده می‌شود و مشتری به صورت معکوس روی آن می‌نشیند و پشت آن رو به ماساژور است. یک تکیه گاه سر مانند میز ماساژ معمولی برای صورت وجود دارد. اخیرا کاربرد صندلی ماساژور بسیار گسترده شده است. در فرودگاه ها، مراکز تجاری و سایر مکان هایی که در آنها اغلب مدت زیادی را منتظر می شوند با این صندلی های کابردی خستگی را از تن انسان می زدایند.
- صندلی مونوبلوک، یک صندلی یک-تکه پلی‌پروپیلن ارزان، سبک، با قابلیت پشته کردن، ضدآب، و به راحتی تمیز می‌شود که برای تولید انبوه از طریق قالب‌گیری تزریقی طراحی شده‌ است.
- صندلی موریس،[۲۵] یک صندلی راحتی اختصاصی با پشتی قابل تنظیم، نازبالش‌ها و تکیه‌گاه بازو.
- صندلی موسکوکا، نام دیگری برای صندلی آدیرونداک، به ویژه در کانادا.[۲۶]

- صندلی‌راحتی میس، یک صندلی با ساختاری متفاوت از فولاد و لاستیک طبیعی.

## ن
- صندلی نیروی دریایی، یک صندلی تمام-آلومینیومی بادوام که در اصل برای نیروی دریایی ایالات متحدهٔ آمریکا ساخته شده‌ است.
- صندلی شمارۀ ۱۴، معروف‌ترین صندلی کنارۀ چوب‌خمیده که در اصل توسط شرکت صندلی تونت آلمان در قرن ۱۹ میلادی ساخته شد و امروزه به‌ طور گسترده کپی شده و بسیار محبوب است.
- صندلی پرستاری، یک صندلی نیمه روکش‌شده که در دوران ویکتوریایی استفاده می‌شد، با تأکید بر شیر دادن زنی به نوزاد.

## و
- صندلی وینسکوت، یک صندلی بلوط بدون روکش و محبوب در قرن هفدهم میلادی در آمریکای استعماری.
- صندلی نگهبان، یک صندلی چوبی بدون روکش با صندلی مایل به جلو برای جلوگیری از به خواب رفتن نگهبان.
- صندلی واسیلی، یک صندلی فولادی لوله‌ای است که توسط مارسل بروئر طراحی شده‌ است.

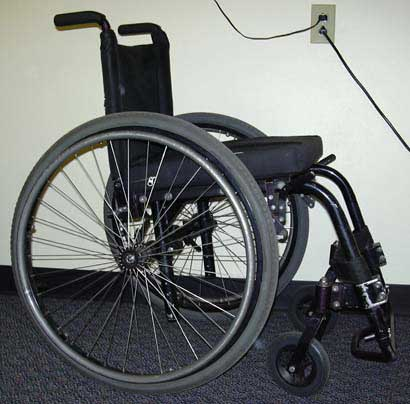
یک ویلچر سبک‌وزن

- ویلچر، صندلی چرخدار برای کسی که نمی‌تواند راه برود یا برای راه رفتن مشکل دارد.
- صندلی حصیری، ساخته شده از حصیر و در نتیجۀ تهویه مناسب در شرایط گرم یا مرطوب مفید است؛ به همین ترتیب، یک صندلی خیزران.
- صندلی جنبان، فرم نشیمن مقوایی طراحی شده توسط فرانک گری در سال ۱۹۷۲ میلادی.
- صندلی ویندزور،[۲۷] یک صندلی کلاسیک و غیررسمی که معمولاً از چوب خراطی ساخته می‌شود که پشتی آن را میله‌هایی تشکیل می‌دهند، که اغلب یک ریل تاج شکل بالای آن قرار می‌گیرد، و پایه‌های شیب‌دار به بیرون و دو میلهٔ بلند ضربدری که پایه‌ها را تقویت می‌کنند. صندلی اغلب برای راحتی بیشتر به شکل نشیمن تراشکاری می‌شود و برخی از ویندزورها دسته‌های فرمی دارند که توسط میله‌های خراطی شدهٔ کوتاه پشتیبانی می‌شوند.
- صندلی بال یا وینگ‌ و یا وینگ‌بک،[۲۸] صندلی راحتی روکش‌دار با «بال‌های» (پشت سری‌های) بزرگ که به دسته‌ها نصب شده و نواحی سر یا نیم تنه بدن را در بر می‌گیرد. در اصل برای راحتی و تأمین حفاظت در برابر سوز سرما طراحی شده‌ است؛ تغییری از صندلی بال ملکه آن است.
- صندلی جناغی،[۲۹] صندلی با تکیه‌گاه جناغی-شکل و نشیمنگاهی از الیاف بافته شده.
- صندلی دسته‌دار تحریر، فشرده‌ترین تفسیر از یک میز مدرسه.

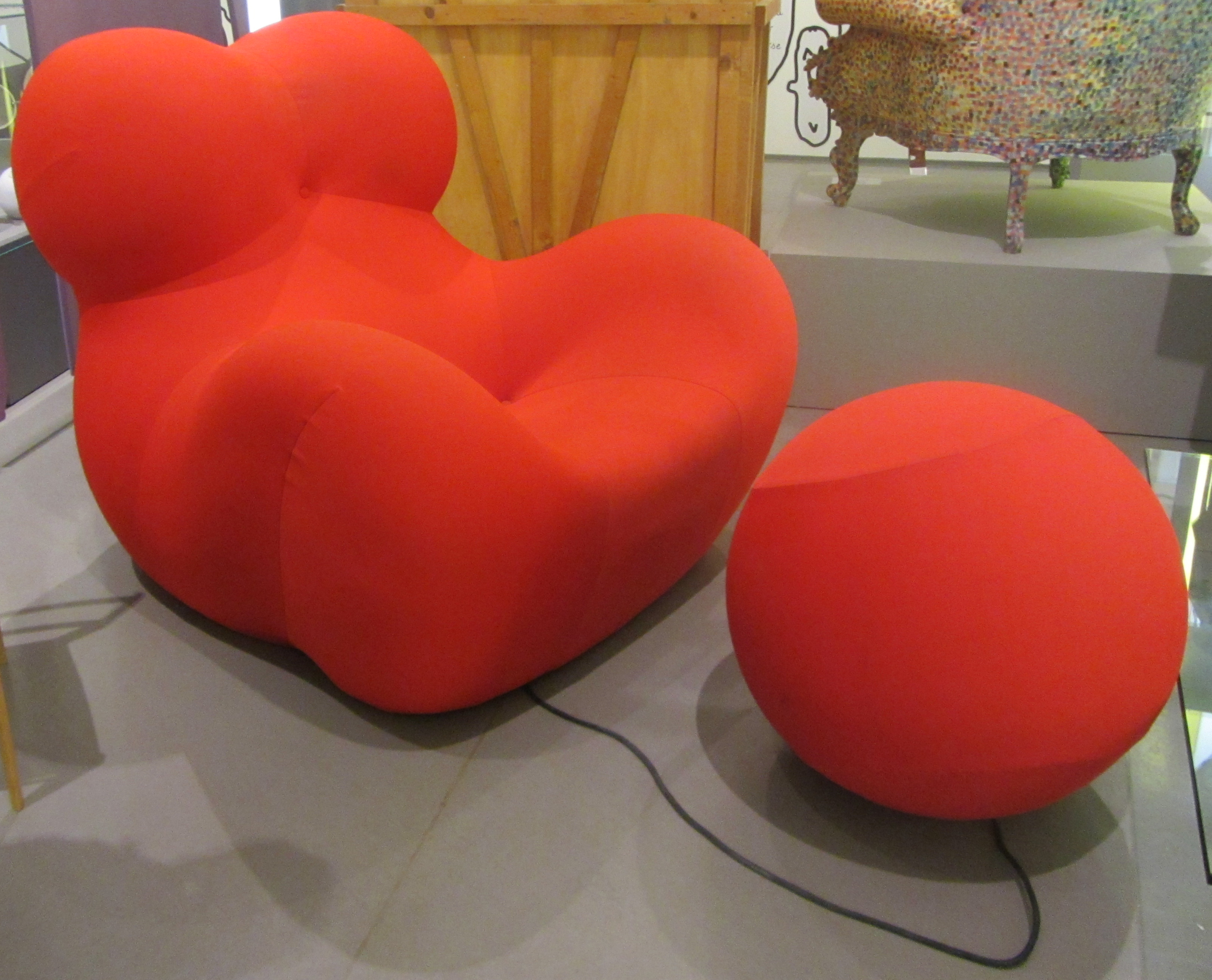
صندلی‌های راحتی اوپی۵ و اوپی۶، اثر: گائتانو پشه در موزهٔ طراحی تری‌یناله

- صندلی‌های راحتی سری اوپی (اوپی۱ تا اوپی۷)، خانواده‌ای از صندلی‌ها است که توسط طراح ایتالیایی، گائتانو پشه طراحی شده و از سال ۱۹۶۹ میلادی توسط شرکت مبلمان ایتالیایی چی‌اندبی (کاسینا و بوسنلی) تولید شده است. پس از سازماندهی مجدد شرکت، که منجر به تغییر نام شرکت به بی‌اندبی ایتالیا شد، سری اوپی در سال ۲۰۰۰ میلادی توسط شرکت احیاء شد. در سال ۲۰۰۹ میلادی، ۴۰ سال ابتدایی حیات این صندلی‌ها با نمایشگاه‌های مختلف و نسخه‌های ویژه جشن گرفته شد.

## ه
- هاسوک، یک صندلی روکش‌دار که کوتاه است و پشتی ندارد.

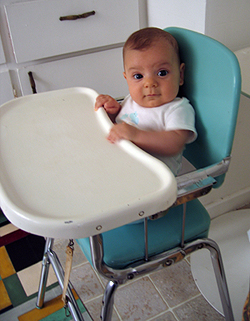
صندلی پایه‌بلند توسط کاسکو، ۱۹۵۷ میلادی

- صندلی پایه‌بلند، یک صندلی کودک برای اینکه آن‌ها را برای تغذیه به قد بزرگسالان برساند. آن‌ها معمولاً با یک سینی جداشونده عرضه می‌شوند تا کودک بتواند جدا از میز اصلی بنشیند. صندلی‌های تقویت‌کننده، قد کودکان را روی صندلی‌های معمولی افزایش می‌دهند تا بتوانند پشت میز غذاخوری اصلی غذا بخورند. برخی از صندلی‌های پایه‌بلند به‌ طور مستقیم به میز متصل می‌شوند و بنابراین دارای قابلیت حمل بهتری هستند.
- صندلی تخم‌مرغ آویزان، طراحی شده توسط طراح مبلمان دانمارکی، نانا دیتزل در سال ۱۹۵۷ میلادی.

## ی
- صندلی بادی، معمولاً اسباب بازی‌های کودکان از پلاستیک ساخته شده‌ است؛ ایکه‌آ به‌ طور خلاصه آن‌ها را به عنوان مبلمان جدی با روکش پارچه به بازار عرضه کرد؛ برخی از آن‌ها برای استفاده به عنوان صندلی‌های لمیدنی شناور در استخرها طراحی شده‌اند.
- صندلی اتو، صندلی تاشوی سبک که معمولاً با یک بدنۀ فلزی و صندلی کوچک با تشک یا یک تشکچۀ پشتی حداقلی یا یک پشتی حلقهٔ لوله‌ای ساده است. این صندلی معمولاً به‌عنوان «جایگاه بلند» استفاده می‌شود، تکیه‌گاهی برای انجام یک فعالیت - مانند اتو کردن - توسط افراد دارای معلولیت یا مشکلات کمر، اما آن‌ها همچنین برای افرادی که برای مدت طولانی به یک صندلی نگهدارندهٔ سبک نیاز دارند، مانند رصد از طریق تلسکوپ، محبوب هستند.[۳۰]